# Lic. Miguel de la Madrid Airport
Lic. Miguel de la Madrid Airport är en flygplats i Mexiko.   Den ligger i kommunen Cuauhtémoc och delstaten Colima, i den södra delen av landet, 500 km väster om huvudstaden Mexico City. Lic. Miguel de la Madrid Airport ligger 751 meter över havet.
Terrängen runt Lic. Miguel de la Madrid Airport är kuperad åt nordost, men åt sydväst är den platt. Terrängen runt Lic. Miguel de la Madrid Airport sluttar söderut. Runt Lic. Miguel de la Madrid Airport är det ganska tätbefolkat, med 111 invånare per kvadratkilometer. Närmaste större samhälle är Colima, 16,0 km väster om Lic. Miguel de la Madrid Airport. Trakten runt Lic. Miguel de la Madrid Airport består till största delen av jordbruksmark.